# Finlands Socialdemokratiske Parti
Finlands Socialdemokratiske Parti (finsk: Suomen Sosialidemokraattinen Puolue, svensk: Finlands socialdemokratiska parti, forkortet SDP) er et socialdemokratisk politisk parti i Finland. 
Partiets nuværende formand er Sanna Marin, der har siden den 10. december 2019 været statsminister i landet.
Siden Rigsdagsvalget den 14. april 2019 har SDP dannet regering med Centerpartiet, Grønt Forbund, Venstreforbundet og Svenska Folkpartiet, først fra 2. juni 2019 til 3. december 2019, hvor den daværende premierminister og leder af SDP, Antti Rinne og hans regering trådte af som følge af en krise, som havde bund i et overenskomstproblem i det finske postvæsen, Posti, og derefter igen fra 10. december 2019, hvor den nuværende premierminister, den 34-årige Sanna Marin overtog posten.
I Europa-Parlamentet indgår SDP i gruppen for Det Progressive Forbund af Socialdemokrater.

## Organisation
Ifølge partiets egne oplysninger har SDP næsten 40.000 medlemmer. Partiets højeste beslutningsorgan er partikongressen, der afholdes hvert andet år. På kongressen i august 2020 blev følgende valgt til de centrale poster:
- Formand: Sanna Marin[6]
- Næstformænd: Niina Malm (1. næstformand), Ville Skinnari (2. næstformand) og Matias Mäkynen (3. næstformand)[11]
- Partisekretær: Antton Rönnholm[6]

Partiledelsen består udover de nævnte af 11-14 repræsentanter. Repræsentantskabet består af formanden og 60 lokale valgte medlemmer.
Der er i alt 115 kommunale partiorganisationer og femten distriktsorganisationer i Finlands Socialdemokratiske Parti. Finlands Svenske Socialdemokrater udgør én af disse distriktsorganisationer.

## Historie
Partiet blev grundlagt i 1899 i Turku under navnet Finlands Arbejderparti, og skiftede til det nuværende navn på partikongressen i 1903 i Forssa, hvor også det første partiprogram blev vedtaget.
Mange medlemmer af Finlands Socialdemokratiske Parti tilsluttede sig den røde side i den finske borgerkrig i 1918, hvilket kom til at blive en belastning for partiet i mange år på grund af det røde nederlag. I 1926 dannede SDP dog igen regering, og siden 1937 har partiet været med i de fleste regeringer. På grund af det finske proportionale valgsystem har disse regeringer som regel været koalitionsregeringer.
I 1950'erne skete der en splittelse i partiet, da en gruppe gik imod partiledelsen og først førte sin egen politik og senere brød ud og dannede Arbejdernes og Småbrugernes Socialdemokratiske Forbund (ASSF).
I 1982 blev der for første gang valgt en socialdemokratisk præsident i Finland, da Mauno Koivisto, der tidligere havde været både premierminister og finansminister, vandt valget og overtog embedet. Han sad som præsident i to perioder: indtil 1994.
Efter Antti Rinnes fratræden som premierminister i december 2019 blev den nuværende premierminister, Sanna Marin, valg og blev dermed, i en alder af 34 år, den yngste siddende regeringsleder i verden.

## Partiformænd siden 1899
- Nils Robert af Ursin 1899–1900
- J.A. Salminen 1900
- K.F. Hellsten 1900–1903
- Taavi Tainio 1903–1905
- Emil Perttilä 1905–1906
- Edvard Valpas-Hänninen 1906–1909
- Matti Paasivuori 1909–1917
- Kullervo Manner 1917–1918
- Väinö Tanner 1918–1926
- Matti Paasivuori 1926–1930
- Kaarlo Harvala 1930–1944
- Onni Hiltunen 1944–1946
- Emil Skog 1946–1957
- Väinö Tanner 1957–1963
- Rafael Paasio 1963–1975
- Kalevi Sorsa 1975–1987
- Pertti Paasio 1987–1991
- Ulf Sundqvist 1991–1993
- Paavo Lipponen 1993–2005
- Eero Heinäluoma 2005–2008
- Jutta Urpilainen 2008-2014
- Antti Rinne 2014-2020
- Sanna Marin 2020-nu